# ウスチ＝イリムスク市電
ウスチ＝イリムスク市電（ロシア語: Усть-илимский трамвай）は、かつてロシア連邦のウスチ＝イリムスクに存在したライトレール（路面電車）。ソビエト連邦時代の1988年に開通したが、2022年に廃止された。

## 概要

シベリア地方イルクーツク州北西部の都市、ウスチ＝イリムスクに1988年9月15日に開通した電化鉄道路線。アンガラ川東部に全長14 km、10箇所の停留所を有する路線を有し、全線高速運転が可能な高規格の専用軌道で建設された事からライトレールに位置付けられていた。ウスチ＝イリムスクの中心部にある工業団地と木材コンビナートを有する工業地帯を結び、乗客のほとんどは工業地帯への通勤客であった。車両は開業時からソビエト連邦各地に導入された路面電車車両のKTM-5（71-605）が在籍し、ラッシュ時には2両編成で運用されていた。
運転間隔は5 - 30分間隔で、平日・休日ダイヤ共に通勤時間帯（平日：朝・夕、休日：朝）には5 - 10分間隔の高頻度運転が実施されていた。終点にあたる9番小地区電停（9 микрорайон）とセベルナヤCHP電停（Северной ТЭЦ）と途中のアグロファーム・アンガラ電停（Агрофирма «Ангара»）付近には折り返し用のループ線が存在し、9番小地区電停と路面電車車庫電停（Трамвайное депо）、路面電車車庫とセベルナヤCHP電停の間の区間運転も行われた。路線の大半は森林地帯（タイガ）に沿って敷設されており、クマとの衝突事故が発生した事もあった。列車の管理は車庫に設置された制御室で行われていた。
計画当初はソ連国鉄（現：ロシア鉄道）のウスチ＝イルムスク駅までの路線を含めた大規模な建設計画が存在したが、ソビエト連邦の崩壊の煽りを受け、1992年を最後に延伸は行われなかった。また1990年代までは高規格路線として多数の利用客を運んでいたが、2000年代以降はウスチ＝イリムスク自体の人口減少に加えて運営組織の財政難による線路状態の悪化や車両の老朽化が進み、本数も最盛期と比べて減少の一途を辿っていた。そして、車両や施設の更新費用の高さもあって並行して運行されるバスの導入により廃止が決定した結果、2022年12月21日に9番小地区電停 - セベルナヤCHP電停間の運行が終了し、以降は路面電車車庫電停 - セベルナヤCHP電停間で朝夕の時間帯に合計2往復が運行するのみとなり、この営業運転も同年12月30日をもって終わった。線路や施設の撤去は翌2023年から進められている。

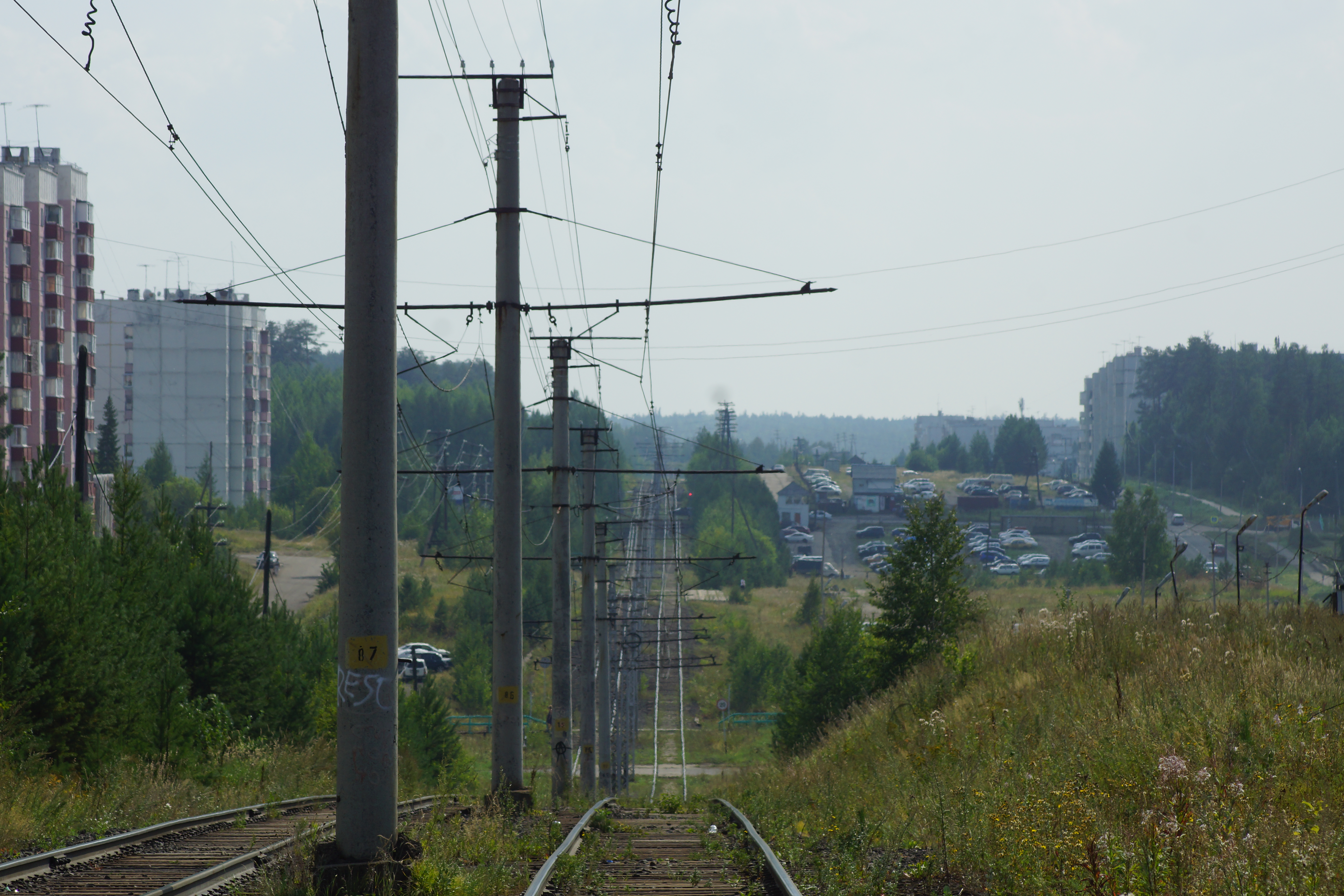
ウスチ＝イリムスク市電の線路（2020年撮影）